# Ломако Ілля Павлович
Ілля Павлович Ломако  (14 серпня 1918, село Новоандріївка, тепер Волноваського району Донецької області — 26 лютого 1989, Донецька область) — український радянський діяч, новатор сільськогосподарського виробництва, голова колгоспу «Зоря» (потім — імені 60-річчя Великої Жовтневої соціалістичної революції) Старобешівського району Сталінської (Донецької) області. Герой Соціалістичної Праці (8.02.1954). Депутат Верховної Ради СРСР 5—8-го скликань (у 1959—1974 роках).

## Життєпис
Народився в селянській родині. Трудову діяльність розпочав у 1937 році техніком-тваринником Старобешівського районного земельного відділу Сталінської області.
З березня 1938 по 1945 рік — у Червоній армії. Учасник німецько-радянської війни. Служив червоноармійцем, потім командиром відділення окремого артилерійського дивізіону, старшиною роти 93-го окремого штурмового інженерно-саперного батальйону. Член ВКП(б) з 1945 року. 
У 1945 повернувся в колгосп «Зоря» Старобешівського району Сталінської області, де працював колгоспником, потім парторгом колгоспу.
З 1947 року — голова колгоспу «Зоря» (потім — імені Рози Люксембург, імені 60-річчя Великої Жовтневої соціалістичної революції) села Мар'янівки Старобешівського району Сталінської (Донецької) області. Колектив очолюваного ним господарства стабільно протягом багатьох років домагався високих врожаїв зерна і овочів, продуктивністю тваринництва, кілька раз був учасником ВДНГ.
Закінчив заочно Харківський сільськогосподарський інститут.

## Нагороди
- Герой Соціалістичної Праці (8.02.1954)
- три ордени Леніна (5.08.1952, 8.02.1954, 24.12.1976)
- орден Жовтневої Революції (8.04.1971)
- три ордени Трудового Червоного Прапора (26.02.1958, 30.04.1966, 8.12.1973)
- орден Вітчизняної війни І ст. (11.03.1985)
- медаль «За відвагу» (5.08.1944)
- медаль «За бойові заслуги» (26.02.1945)
- медаль «За оборону Сталінграда» (22.12.1942)
- медалі
- Почесна грамота Президії Верховної Ради Української РСР (13.08.1968)
- заслужений працівник сільського господарства Української РСР (11.08.1978)